# Amnonthomyza deplanata
Amnonthomyza deplanata är en tvåvingeart som beskrevs av Rohacek 1993. Amnonthomyza deplanata ingår i släktet Amnonthomyza och familjen sumpflugor.
Artens utbredningsområde är Madagaskar. Inga underarter finns listade i Catalogue of Life.